# Dureza
Dureza, crna sorta grožđa iz francuske pokrajine Ardèche, koju još možemo pronaći u francuskim vinogradima, ali u jako malom broju. Očuvanje upravo ovakvih sorata kao što je Durez, specijalnost je Montpelliera. Danas je slabo poznata i nikad nije postala slavna kao njena potomačka sorta Syrah. Nema podataka o uzgoju Dureze izvan domovine. Dureza dolazi iz malog područja u sjevernoistočnoj Francuskoj, veoma blizu sjeverne Rhône. Godine 1999. istraživačka grupa Carole Meredith u Zavodu za vinogradarstvo i enologiju na Sveučilištu u Kaliforniji provela je istraživanje o podrijetlu sorte Syrah. Primjenjujući DNK analizu i baze podataka stanice za istraživanje vinogradarstva u Montpellieru u Francuskoj, zaključeno je da je Syrah potomak sorte Dureza (otac) i Mendeuse Blanche (majka).